# Autotelismo
Autotelismo es una palabra formada por dos raíces griegas αὐτός (autos, "de sí mismo") y τέλος (telos, "fin" o "meta") similar a Entelequia y designa una actividad realizada sin otro objetivo que 'sí misma'. El término se aplica tanto a las personas como a las actividades. Se opone a exotelismo, una actividad donde el fin y los medios no coinciden.

## Origen
El Oxford English Dictionary establece que esta palabra fue usada por primera vez en el Dictionary of Philosophy and Psychology de Baldwin, en 1901, y también menciona que, en 1923, el término es usado por T. S. Eliot, quien afirma que la creación poética es autotélica y la crítica literaria es lo opuesto, ya que ésta, por definición, debe tratar acerca de algo más.

## Uso

### Uso en la psicología
Mihaly Csikszentmihalyi llama autotélicas a aquellas personas con motivaciones intrínsecas quienes por su naturaleza pueden mostrar un sentido de propósito y curiosidad. Esto sería lo opuesto de tener motivaciones extrínsecas, donde prevalecerían como fuerza motivacional factores como el confort, el dinero, el poder o la fama. Csikszentmihalyi apunta:

"Una persona autotélica necesita pocas posesiones materiales y poco entretenimiento, comodidad, poder o fama, porque ya se encuentra satisfecha con lo que hace. Tal persona experimenta el flow en su trabajo, en su vida familiar, al interaccionar con otra gente, al comer, hasta cuando está sin compañía y sin nada que hacer y gracias a ello depende muy poco de recompensas externas que otros sí necesitan para seguir adelante con una vida rutinaria. Es más autónoma e independiente porque no puede manipularse tan fácilmente con amenazas o recompensas externas. Al mismo tiempo, está más involucrada con todo lo que la rodea porque está completamente inmersa en la corriente de la vida. El flow ocurrirá con mayor facilidad en el caso de las personalidades autotélicas, que son aquellas capaces de tener metas autónomas, involucrarse, mantener la atención y disfrutar de la actividad que, a su vez, sólo será autotélica si se realiza por el mero placer de realizarla, sin otro objetivo o beneficio futuro."

La productividad de las personas en el ámbito laboral puede verse afectada dependiendo de la valoración que ellas hagan sobre si una determinada tarea es apremiante o no. El trabajo autotélico, bastión de la teoría del flujo de Mihaly Csikszentmihalyi, implica la ausencia del estrés y el deleite por trabajar, producir y crear. Ese estado ideal (negentropía psíquica) fácilmente se ve contrariado cuando en el entorno aparecen factores estresores como la sobrecarga laboral, los plazos cortos para entregar tareas y la amenaza latente de ser despedido del trabajo. No obstante, en tanto exista autoconfianza y las aptitudes sean acordes al reto laboral, el individuo podrá mejorar su desempeño, permitiendo configurar el estado de flujo propio del autotelismo.

### Uso en la literatura y en la poesía
El autotelismo es un fenómeno importante en la literatura, especialmente en la poesía. Iakubinsky afirma que «el lenguaje poético, entonces, es aquel que encuentra su justificación y todo su valor en sí mismo, su finalidad es “ser lenguaje”, es autotélico.» Comparten su teoría Shklovski y otros miembros de la crítica literaria rusa, del llamado Formalismo ruso, que apostaban en su doctrina por un autotelismo estricto. La concepción autotélica característica del Formalismo ruso era que en el lenguaje poético no está funcionando el código automatizado del lenguaje práctico, el sistema que sustituye los objetos por signos; lo que hace la poesía, llamando la atención sobre su propia forma lingüística difícil y novedosa, es evitar el mecanismo de identificación signo-objeto, rechazar el reconocimiento y obligar a la visión.
En este punto, Todorov señala una incoherencia en la doctrina: “Shklovsky en lugar de describir la obra de arte en sí misma o el lenguaje poético, se interesaba siempre por el proceso de su percepción: no es el lenguaje el que es autotélico sino su percepción por el lector u oyente”. La incoherencia que encuentra Todorov es que esta función del lenguaje poético, de renovar nuestra percepción del mundo, no puede combinarse con la de autotelismo, que es, justamente, la ausencia de función externa al lenguaje mismo. En efecto, Tzvetan Todorov, autor que en más de una ocasión se pregunta en sus escritos acerca de la entidad que denominamos literatura, somete a crítica las dos notas que se asignan como identificadoras de la estructura literaria: imitación de cosas ficticias, y la utilización de un lenguaje sistemático, que, por ello, atrae la atención sobre sí mismo y se convierte en autotélico, como si el lenguaje literario no tuviera una finalidad mayor que desplegarse, mostrarse en su originalidad lingüístico-formal. El rechazo formalista de la perspectiva genética conduce a los miembros del Formalismo ruso a defender una concepción autotélica de la literatura que se opone, no sólo a la teoría marxista del reflejo sino también a la visión tradicional del arte como mimesis de la realidad. La literatura, sostienen los formalistas, no refleja la realidad sino que la transforma al incorporarla a su sistema, estructurado por un conjunto de convenciones propias no realistas.
Jakobson matizó su definición de la función poética como aquella que llama la atención sobre el mensaje, para liberarla de las interpretaciones simplistas que la reducían a una mera función autotélica: “Parece que esta escuela [formalista] [...] defiende el arte por el arte y sigue los pasos de la estética kantiana. [...] Ni Tynianov, ni Mukarovski, ni Chklovski, ni yo, predicamos que el arte se basta a sí mismo, por el contrario, mostramos que el arte es una parte del edificio social, un componente en correlación con los demás [componentes], un componente variable, porque la esfera del arte y su relación con otros sectores de la estructura social se modifican sin cesar dialécticamente. Lo que nosotros subrayamos, no es un separatismo del arte, sino la autonomía de la función estética”
Bajtín consideraba que la teoría formalista de la prosa conducía a un autotelismo extremo, en el que los procedimientos constructivos son contemplados como una especie de mecanismo que funciona solo y tiene sentido en sí mismo. Para la concepción formalista de la literatura, el material sólo cobra sentido en tanto que motiva el procedimiento constructivo autotélico. El lenguaje poético es autotélico en la medida en que no es un medio para transparentar la realidad trascendente, no es una simple envoltura para expresarla, sino un ‘fin en sí mismo’.
La visión de Maurice Blanchot sobre el materialismo autotélico es aún más extrema que la del Formalismo, pues está desprovista de todo cariz estético: la literatura sería así la aceptación y denuncia de la imposibilidad referencial, la búsqueda de otros medios para recrearla de forma más intensa que ella misma.
Para Sartre, sin embargo, el escritor desinteresado no existe, no cree en la literatura autotélica y menos en la época actual.

### Otros usos
- Ocio autotélico: es el ocio puro donde la actividad realizada causa satisfacción. Es un tipo de ocio desinteresado, libre y por sí mismo, que proporciona al individuo la autorrealización y la calidad de vida. Se caracteriza por ser una experiencia con una dimensión positiva, referencia del desarrollo, oponiéndose al ocio nocivo y ausente. Este ocio es el único que ciertamente existe individualmente, y se hace real en la vivencia de cada uno, es una experiencia vital que se apoya en la percepción de elección libre, el fin en sí mismo y la sensación gratificante. Este ocio autotélico se inscribe dentro de una reflexión pormenorizada por parte del sujeto, en la que se pone en juego el valor de su propia individualidad y la relación de ésta con la sociedad, así como la duda de los valores que dan razón a su existencia.[11]

- Piaget define el juego como una actividad que encuentra su fin en sí misma, es decir, autotélica. Para él, el juego se caracteriza por el autotelismo ―fin en sí mismo―, la espontaneidad, el placer, la carencia relativa de organización, la liberación de conflictos y la sobremotivación. Es una forma de utilizar la mente en la cual se combinan pensamientos, fantasías y lenguaje. Piaget tiende a establecer un camino evolutivo desde el autotelismo primitivo (máxima centracion o finalidad de la conducta en la acción propia) hasta el egocentrismo (conducta centrada en el yo) y hasta desembocar en la conducta social (capacidad de descentración y significación de la conducta del otro).[12]

- A. Bartlett Giamatti, entre otras, encargado de Las Grandes Ligas de Béisbol (en inglés Major League Baseball (MLB)) considera los deportes como actividades autotélicas: “es decir, su objetivo está en el pleno ejercicio de sí mismos, la finalidad está en si mismas”.[13] Algunos autores han resaltado que la experiencia autotélica sería el elemento más importante en la actividad física recreativa. La experiencia autotélica resaltaría precisamente la práctica realizada como una vivencia con finalidad en sí misma y, por tanto, intrínsecamente recompensada. Una tarea reconfortante que produce altas dosis de placer y que, por tanto, fomenta la adherencia y el compromiso hacia la actividad física regular. Así, cuando una persona realiza una actividad por el placer y el disfrute que le produce, sin otros fines ni condicionantes externos, presentaría una conducta autodeterminada. Estudios en el campo de la actividad física y el deporte han mostrado que altos niveles de motivación intrínseca hacia el ejercicio físico, están relacionados positivamente con una mayor asistencia a las sesiones, una mayor adherencia.[14]